# Rikorda
Rikorda (Russisch: Рикорда) is een eiland in het westelijke deel van de Baai van Peter de Grote op 32 kilometer ten zuiden van Vladivostok. Rikorda vormt een van de eilanden aan de rand van de Amoerbaai, in het verlengde van het Moeravjov-Amoerskischiereiland en vormt onderdeel van de Russische kraj Primorje en daarbinnen van de Keizerin Eugénie-archipel. Het is het grootste onbewoonde eiland van de Baai van Peter de Grote en maakt deel uit van het zeenatuurreservaat zapovednik Dalnevostotsjny morskoj (DMGMZ).

## Geografie
Het eiland ligt ten zuidwesten van het eiland Rejneke, waarvan het is gescheiden door de Straat Amoerski. Ten westen van Rikorda liggen de eilandjes Krotova, Sergejeva, Moisejevna en Zjeltoechina, ten zuiden het eilandje Kramzina en ten noordoost-noorden de Pachtoesov-eilanden.
Rikorda bestaat uit twee delen (een groot noordelijk deel en een klein zuidelijk deel) die door een landtong met elkaar zijn verbonden en waartussen zich een baai (Vostotsjny; "oostelijk") bevindt aan oostzijde. Het noordelijke deel bevat het hoogste punt met 178 meter. Aan de zuidzijde bevindt zich de rots (kamen) Lva. Het eiland meet ongeveer 4 kilometer van noordoost naar zuidwest met een breedte van maximaal 2 kilometer. Aan de noordwestzijde bevinden zich vooral kiezelstranden. Aan de zuidoostzijde lopen de kusten steil af in zee met verticale kliffen. Aan de baai ligt een kiezelstrand van bijna een kilometer lang.

## Flora en fauna
Het grootste deel van het eiland is bedekt met lage bossen, met vooral Amoerlinde (Tilia amurensis) en Japanse keizereik (Quercus dentata). Andere planten op het eiland zijn onder andere stekelboom (Kalopanax septemlobus), Aralia, druif, Schisandra, Berberis, Actinidia en hondsroos.
Dieren op het eiland zijn slangen als ringslang, Gloydius-adder en Russische rattenslang, gewone pad en Hyla japonica (in Rusland "Verre-Oostelijke boomkikker" genoemd), brandmuis (Apodemus agrarius), Chinese woelmuis (Microtus fortis), wasbeerhond (Nyctereutes procyonoides) en vos (Vulpes vulpes) en vogelsoorten als grijskopgors (Emberiza fucata), hop (Upupa epops), pelagische aalscholver (Phalacrocorax pelagicus), Japanse aalscholver (Phalacrocorax capillatus), Siberische gierzwaluw (Apus pacificus), mees, fregatvogel, steenarend (Aquila chrysaetos) en zwartstaartmeeuw (Larus crassirostris).

## Geschiedenis
Het eilandje werd in kaart gebracht door een expeditie van 1862 tot 1863 onder leiding van de Russische zeevaarder Vasili Babkin en is vernoemd naar de familienaam van de Russische vlootadmiraal Pjotr Rikord. In 1884 werd het gedetailleerd onderzocht door stafkapitein van de marine Aleksandr Maltsev.